# Anotador oficial

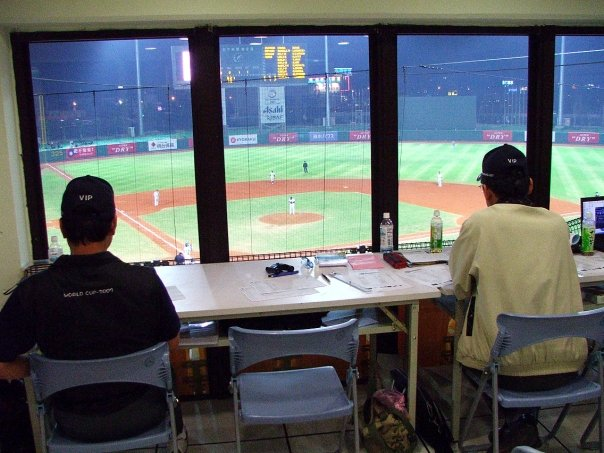
Cabine do anotador oficial

No beisebol, o anotador oficial (official scorer) é uma pessoa nomeada pela liga para registrar os eventos no campo e enviar seu registro oficial do jogo de volta aos escritórios da liga.
O anotador oficial nunca vai ao campo (ele ou ela tipicamente assiste das cabines de imprensa), e os torcedores raramente conhecem a identidade da pessoa.
Devido às estatísticas serem, na maior parte, de interesse apenas de jornalistas esportivos nos primórdios, os que cobriam equipes profissionais eram nomeados como anotadores oficiais. Ao passo que suas estatísticas começaram a ser usadas em determinadas premiações da liga, isso gerou um conflito de interesses. Em 1980, a Major League Baseball decidiu começar a contratar não-jornalistas para o trabalho. Por uma questão prática, o anotador oficial do jogo é tradicionalmente selecionado pelo clube da casa, embora a MLB seja o empregador oficial, quem paga o salário dele ou dela.
O anotador oficial tem discrição para julgar certos aspectos da anotação que não afetarão a disposição final do jogo. Por exemplo, quando um defensor falha em pegar uma bola na jogada e o corredor chega em base a salvo, o anotador decide se a bola “deveria” ser pega. Se sim, o defensor é penalizado com um erro; senão, o batedor é creditado com uma rebatida. Note que tal decisão nunca pode afetar o resultado do jogo; o corredor está salvo na base de qualquer maneira, e a decisão de se o defensor é ou não penalizado com um erro não tem influência em quem eventualmente vença o jogo. O único efeito é nas estatísticas oficiais para os jogadores que são compiladas mais tarde.
Outra decisão que o anotador oficial faz é se uma bola não propriamente recebida pelo receptor (por exemplo, uma bola que passa pelo receptor ou longe dele) é uma bola passada (penalizada ao receptor) ou um wild pitch (penalizado ao arremessador). Uma bola passada ou um wild pitch é somente anotado se um corredor avançar como resultado.
Várias outras decisões entram em jogo durante uma partida, como decidir se um batedor deve ser creditado com uma certa quantia de bases numa rebatida extrabase (ou foi mero avanço numa escolha do defensor), conceder uma base roubada ou indiferença defensiva (o corredor toma a base sem nenhum interesse ou reconhecimento do time defensor em eliminá-lo na jogada), conceder assistências a defensores em bolas desviadas (tendo que decidir entre desvio eficaz ou ineficaz) e julgar as jogadas envolvendo outras peculiaridades menos comuns do beisebol.
Todas as posições no campo são apontadas por números, que são os mesmos não importando qual time esteja jogando. Desse jeito, o anotador não tem que escrever “eliminação #1, batedor com bola rasteira ao interbases e o interbases lançou a bola ao primeira-base”; ele ou ela só tem de escrever G6-3.
Os números e posições associadas são:
1. arremessador
2. receptor
3. primeira-base
4. segunda-base
5. terceira-base
6. interbases
7. campista esquerdo
8. campista central
9. campista direito